# Chaparral (Nuevo México)
Chaparral es un lugar designado por el censo ubicado en el condado de Doña Ana en el estado estadounidense de Nuevo México. En el Censo de 2010 tenía una población de 14.631 habitantes y una densidad poblacional de 95,37 personas por km². Parte del lugar designado por el censo se encuentra en el condado de Otero en Nuevo México.
Chaparral es principalmente un comunidad dormitorio de la ciudad vecina de El Paso y las instaliciones militares de las Arenas Blancas y el Fuerte Bliss. Oficialmente es parte del área metropolitano de Las Cruces en Nuevo México.

## Geografía
Chaparral se encuentra ubicado en las coordenadas 32°2′39″N 106°24′21″O / 32.04417, -106.40583. Según la Oficina del Censo de los Estados Unidos, Chaparral tiene una superficie total de 153.4 km², de la cual 153.4 km² corresponden a tierra firme y (0%) 0 km² es agua.

## Demografía
Según el censo de 2010, había 14.631 personas residiendo en Chaparral. La densidad de población era de 95,37 hab./km². De los 14.631 habitantes, Chaparral estaba compuesto por el 58.54% blancos, el 1.13% eran afroamericanos, el 0.74% eran amerindios, el 0.17% eran asiáticos, el 0.03% eran isleños del Pacífico, el 36.29% eran de otras razas y el 3.1% pertenecían a dos o más razas. Del total de la población el 84.09% eran hispanos o latinos de cualquier raza.

## Educación
El Distrito Escolar Independiente de Gadsden gestiona escuelas públicas.